# San Juan Bautista Island

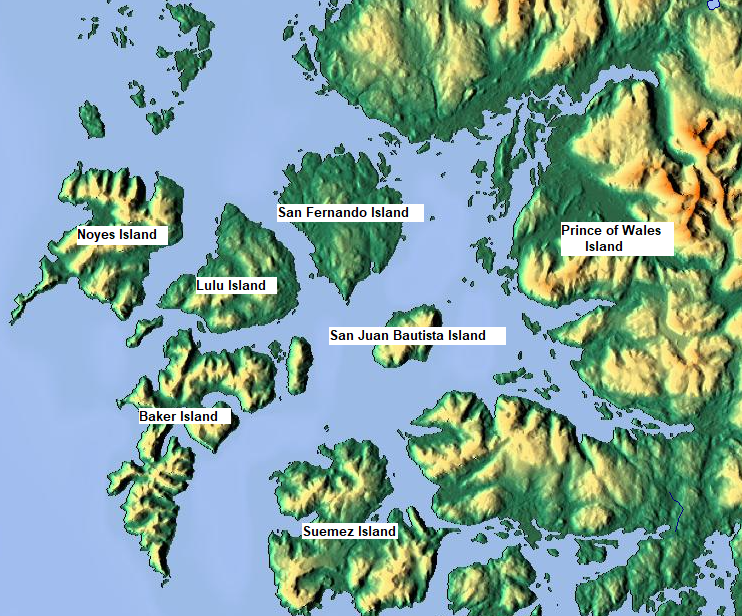
Het eiland midden op de kaart

San Juan Bautista Island is een eiland in de Alexanderarchipel in de Alaska Panhandle in het zuidoosten van Alaska in de Verenigde Staten.

## Geografie
Het eiland heeft een grootte van 7 bij 4,2 kilometer en een maximale hoogte van 561 meter boven zeeniveau. Het ligt ten westen van het Prins van Waleseiland, tussen Bucareli Bay in het zuiden en zuidoosten en het Ursua Channel in het noordwesten. Naar het noorden ligt de San Alberto Bay. Ten oosten en zuidoosten ligt het Prins van Waleseiland, ten zuidwesten Suemez Island, ten westen Saint Ignace Island en ten noordwesten Lulu Island en San Fernando Island.
Administratief behoort het tot het Prince of Wales-Hyder Census Area. Het eiland ligt in het Tongass National Forest. 

## Geschiedenis
De naam aan dit eiland werd gegeven door de ontdekkingsreiziger Francisco Antonio Maurelle die tijdens de verkenning van de Bucareli Bay op 30 mei 1779 ook het noordelijke deel van dit eiland onderzocht.